# Маргарета фон Хоенлое-Нойенщайн
Маргарета фон Хоенлое-Нойенщайн (на немски: Margarete von Hohenlohe-Neuenstein; Margareta von Hohenlohe-Waldenburg-Neuenstein; * 30 юли 1480; † 3 септември 1522, Цвайбрюкен) е графиня от Хоенлое-Валденбург-Нойенщайн и чрез женитба пфалцграфиня, херцогиня и княгиня на Пфалц-Цвайбрюкен и графиня на Велденц и регентка.

## Живот
Дъщеря е на граф Крафт VI фон Хоенлое-Нойенщайн († 1503) и съпругата му Хелена фон Вюртемберг († 1506), дъщеря на граф Улрих V фон Вюртемберг и Маргарета Савойска.
Маргарета фон Хоенлое се омъжва на 21 януари 1499 г. в Цвайбрюкен за пфалцграф Александер фон Пфалц-Цвайбрюкен, Куция (* 26 ноември 1462; † 21 октомври 1514) от фамилията Вителсбахи, вторият син на пфалцграф Лудвиг I (1424 – 1489). След смъртта му през 1514 г. Маргарета е регент, заедно с други съветници, до 1519 г. на малолетния ѝ син Лудвиг II. Понеже град Анвайлер отказва да я чества, Лудвиг обсажда града през 1519 г.
Маргарета умира на 3 септември 1522 г. в Цвайбрюкен на 42 години.

## Фамилия
Маргарета и Александер имат децата:
- Йохана (1499 – 1537), монахиня в манастир Св. Агнес в Трир
- Лудвиг II (1502 – 1532), пфалцграф и херцог на Пфалц-Цвайбрюкен, ∞ 1525 принцеса Елизабет фон Хесен (1503 – 1563)
- Георг (1503 – 1537), домхер в Трир
- Маргарета (1509 – 1522), монахиня в манастир Мариенберг при Боппард
- Рупрехт (1506 – 1544), пфалцграф и херцог на Велденц

∞ 1537 Вилд- и Рейнграфиня Урсула цу Салм-Кирбург (1515 – 1601)
- Катарина (1510 – 1542)

∞ 1541 граф Ото IV от Ритберг (1520 – 1552)